# Eva von Berne
Genofeva Plentzner von Scharneck, conocida por su nombre artístico Eva von Berne (1910–2010), fue una actriz de cine austríaca.

## Carrera
Eva nació en Sarajevo, que entonces era parte del Imperio austrohúngaro. Estaba trabajando como bailarina cuando fue descubierta en Viena por el productor de Hollywood Irving Thalberg, que estaba allí en su luna de miel con Norma Shearer. Convencido de que tenía potencial de estrella, Thalberg la inscribió en MGM. [cita requerida]
Considerada como la "nueva Greta Garbo", fue fuertemente promovida por el departamento de publicidad del estudio. Sin embargo, después de hacer su debut en la película muda de 1928 The Masks of the Devil, las preocupaciones crecieron en el estudio sobre su peso y su incapacidad para hablar inglés de forma fluida, algo que era un requisito debido a la llegada de las películas con sonido. Eva regresó a Europa sin hacer otra película en los Estados Unidos. En Alemania apareció en cuatro producciones y luego anunció su retiro del cine en 1930, a la edad de veinte años.

## Filmografía

### Cine
- The Masks of the Devil (1928)
- Somnambul (1929)
- Trust of Thieves (1929)
- Escape to the Foreign Legion (1929)
- The Call of the North (1929)